# ジョルジェ・コラソ
ジョルジェ・コラソ（Jorge Colaço GOSE、 1868年2月26日 - 1942年8月23日）は、ポルトガルの画家である。色柄タイル（アズレージョ）に描いた作品で特に知られている。

## 略歴
モロッコのタンジェで、ポルトガルの外交官で著述家の José Daniel Colaçoの息子に生まれた。リスボンやマドリードで美術を学んだ後、1886年からパリで絵の修行をした。パリには6年間滞在し、フランスの新聞「フィガロのイラストレーターとしても働いた。1893年にパリのサロンに出展した。
1898年に後に文学者として知られるようになるブランカ・デ・ゴンタ（Branca de Gonta Colaço: 1880 — 1945）と結婚した。
ポルトガルに戻った後は、画家、デザイナー、雑誌のイラストレーター、編集者として働き、陶器のデザイナーとしては1904年から1924年までサカヴェンの陶器会社（Fábrica de Loiça de Sacavém）で働き、その後リスボンとコインブラの陶磁会社（Cerâmica Lusitânia de Lisboa e Coimbra）で働き、亡くなるまでこれらの会社に協力した。
1906年から1910年の間、リスボンの全国美術協会（Sociedade Nacional de Belas Artes）の会長を務めた。
ポルトガルの雑誌「O Thalassa」や「Branco e Negro」、「Illustração portugueza」などの刊行や編集にも関わった.。
1936年にサンティアゴ・ダ・エスパーダ軍事勲章（Ordem Militar de Sant'Iago da Espada）のGrande-Oficial（GOSE）を受勲した。1942年にリスボン首都圏（Área Metropolitana de Lisboa）の オエイラス（Oeiras）で亡くなった。

## 作品

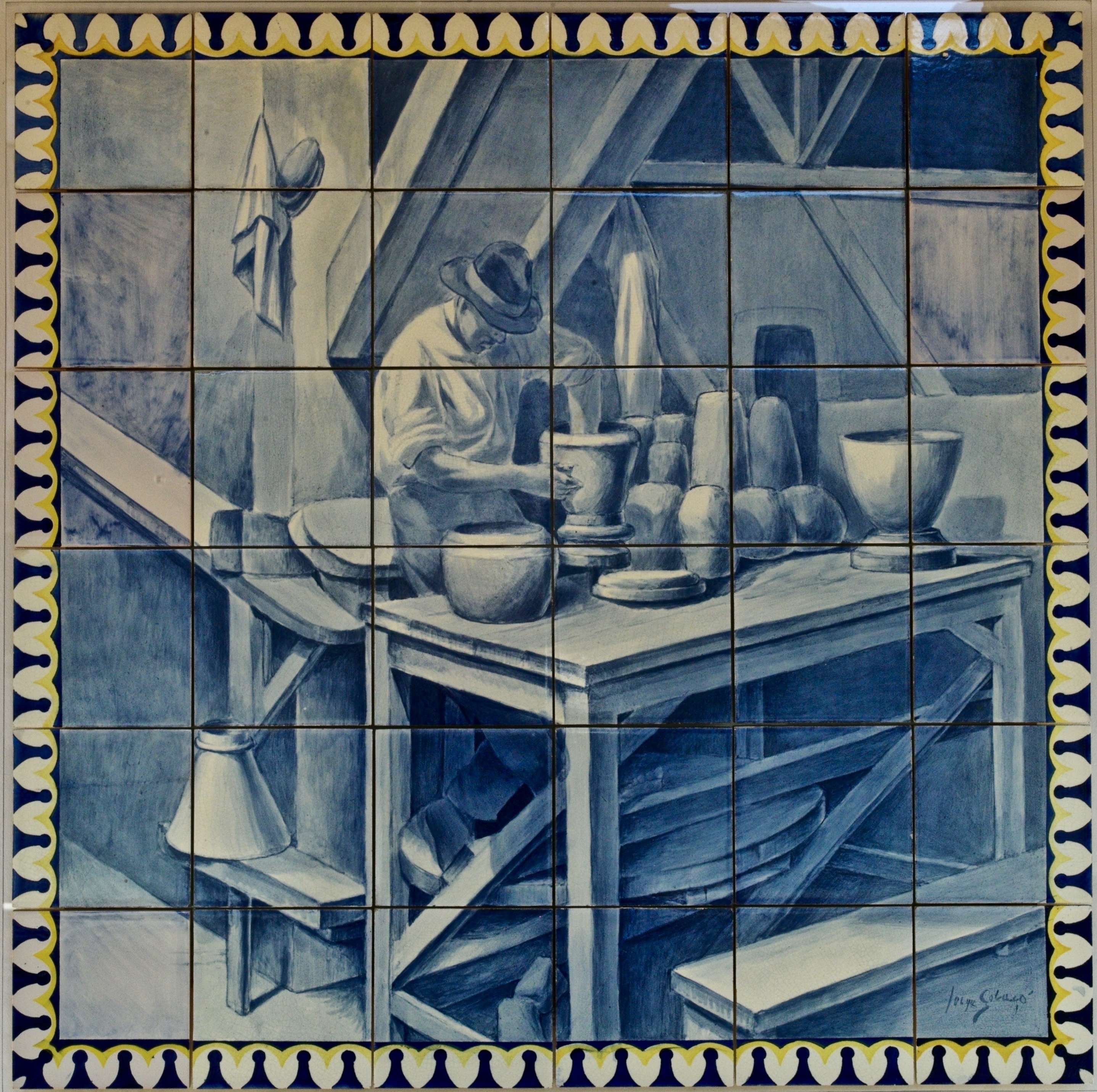
アズレージョ作品「陶芸家」｜
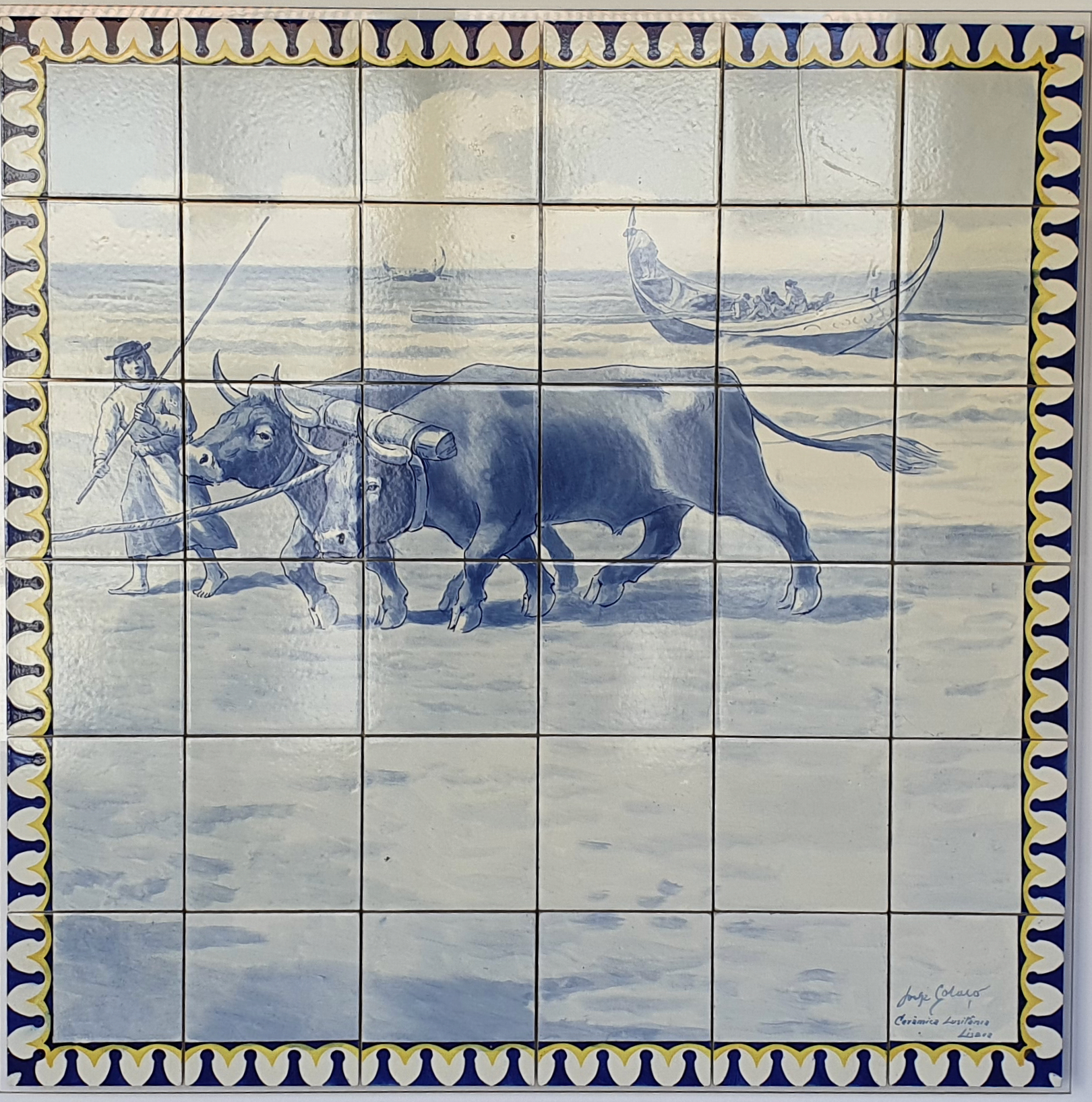
アズレージョ作品「浜辺で働く牛」
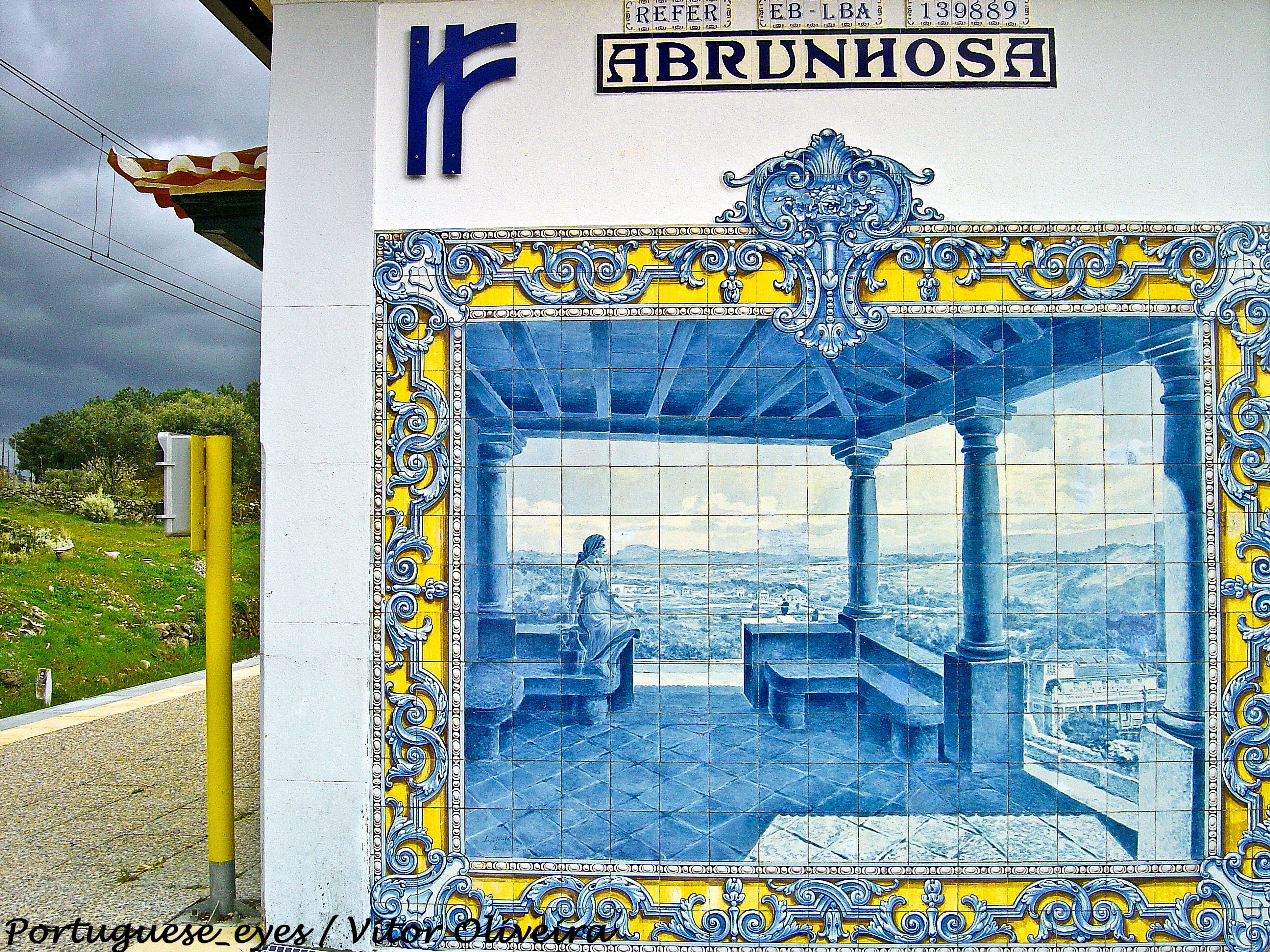
アズレージョで装飾された建物
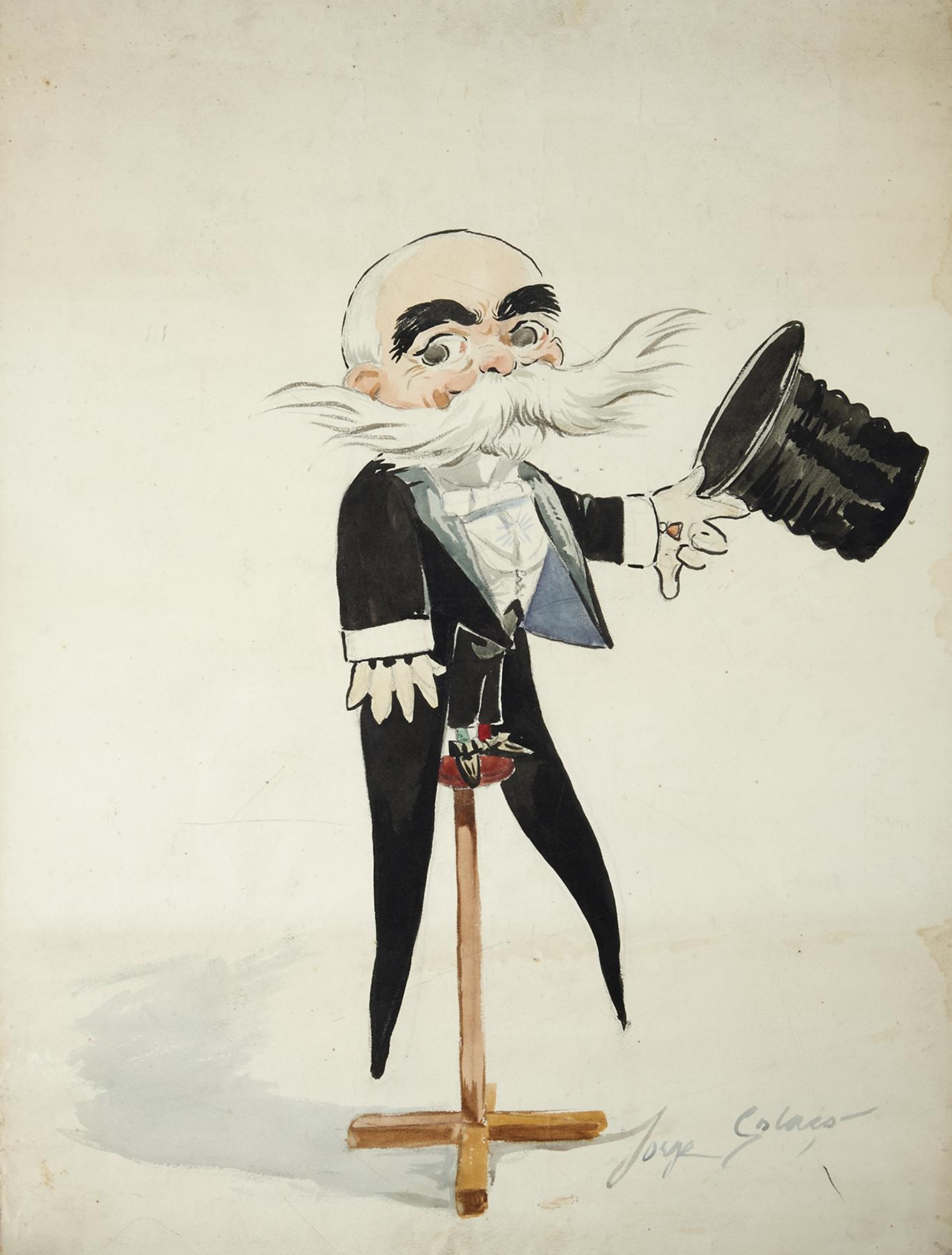
ジョルジェ・コラソが描いたカリカチュア- ベルナルディノ・マシャド（大統領を務めた政治家）